# Blocaj politic
În politică, blocajul (numit și impas sau stagnare politică) este o situație în care există dificultăți în adoptarea unor legi care să răspundă nevoilor populației. Un guvern este considerat blocat atunci când raportul dintre proiectele de lege adoptate și agenda politică a legislativului scade. Blocajul poate apărea atunci când două camere legislative sau ramura executivă și legislativul sunt controlate de partide politice diferite sau nu pot ajunge la un acord.
Cuvântul blocaj este folosit ca o metaforă ce se referă la blocajul rutier care apare atunci când congestia determină oprirea completă a fluxului.

## Reprezentare majoritară

### Sistemele parlamentare
În democrațiile parlamentare bazate pe sistemul Westminster, blocajul politic poate apărea atunci când un scrutin strâns produce un parlament suspendat, în care niciun partid sau o coaliție de partide nu deține majoritatea. Acest lucru poate duce fie la formarea unui guvern de coaliție (rezultat neobișnuit în Regatul Unit, Canada și Australia), fie la un guvern minoritar sau unul interimar cu mandatul de a supraveghea organizarea de noi alegeri.
În națiunile cu parlamente bicamerale, pot apărea cazuri în care guvernul controlează camera inferioară (ceea ce îi acordă încredere), dar se confruntă cu o majoritate ostilă în camera superioară. Acest lucru poate duce la o criză constituțională, în special dacă camera superioară este suficient de determinată în opoziția sa încât să respingă bugetul și se află într-o poziție constituțională care îi permite acest lucru (așa cum s-a întâmplat în 1910 în Regatul Unit și în 1975 în Australia), întrucât un guvern care nu poate adopta un buget nu poate rămâne în funcție.
Soluțiile pentru această problemă includ:
- o sesiune comună a parlamentului (ca în Australia),
- acordarea ultimului cuvânt asupra legislației unei camere (de obicei cea inferioară, cum este cazul în Irlanda și Japonia),
- limitarea puterilor camerei superioare (cum s-a făcut prin Actul Parlamentar din 1911 în Regatul Unit),
- desființarea completă a camerei superioare în favoarea unui parlament unicameral.

În sistemele cu bicameralism egal, cum este cazul Parlamentului Italiei, practica constituțională poate impune guvernului să mențină încrederea ambelor camere, ceea ce face ca respingerea unei legi precum bugetul să fie echivalentă cu un vot de neîncredere care obligă guvernul să demisioneze sau să convoace alegeri. Blocajul politic poate apărea după alegeri când un partid câștigă majoritatea într-o cameră, dar nu și în cealaltă, ca la alegerile generale italiene din 2013, sau când un partener minor de coaliție își retrage sprijinul.

### Sistemele semiprezidențiale
În republicile semiprezidențiale, un președinte ales direct numește un prim-ministru care trebuie să mențină încrederea cel puțin a camerei inferioare a legislativului. În măsura în care este în continuare necesară o majoritate care să susțină sau măcar să nu se opună guvernului, blocajele politice pot apărea într-un mod similar cu cel din sistemele parlamentare. Aranjamentele semiprezidențiale au o sursă suplimentară de fricțiune politică - coabitarea. În acest caz, legislativul și președintele pot proveni din partide sau coaliții aflate în opoziție. Acest lucru poate genera o varietate de rezultate politice, în funcție de configurația constituțională și de gradul de determinare al ambelor părți.
La un capăt al spectrului se află Taiwanul, unde premierul este un administrator subordonat președintelui. În acest caz, un vot de neîncredere ar avea un efect practic redus, deoarece președintele ar numi pur și simplu un alt aliat. La celălalt capăt se află Polonia, unde prim-ministrul este șeful executivului. În cazul unui conflict, președintele polonez va fi nevoit să se supună voinței parlamentului în numirea cabinetului.
Un caz intermediar este cel al Franței, unde gradul de independență al prim-ministrului variază considerabil în funcție de circumstanțe. Când președintele și parlamentul sunt aliniați politic, prim-ministrul acționează ca principalul adjunct al președintelui. În caz de coabitare, centrul de greutate politică tinde să se deplaseze spre prim-ministru, și nu spre președinte. Totuși, președintele poate influența semnificativ unele domenii de politică, în special afacerile externe, și poate negocia cu parlamentul pentru a obține acceptarea unor miniștri mai moderați din opoziție.

## Reprezentare proporțională
În țările cu reprezentare proporțională, formarea guvernelor de coaliție sau a guvernelor de consens este frecventă. Teoria „actorului cu drept de veto” prezice că guvernele multipartide sunt predispuse la blocaje politice.